# Anémone du mont Baldo
Anemone baldensis
Espèce
L'Anémone du mont Baldo (Anemone baldensis) est une espèce de plantes à fleurs de la famille des Renonculacées.

## Distribution
Orophyte eurasiatique ; en France : massif alpin.